# Lady Frere
Lady Frere este un oraș din provincia Oos-Kaap, Africa de Sud.